# Lexington (Georgia)
Lexington település az Amerikai Egyesült Államok Georgia államában, Oglethorpe megyében, melynek megyeszékhelye is. Lakosainak száma 203 fő (2020. április 1.).

## Népesség
A település népességének változása:

| 2010 | 228 |
| 2020 | 203 |